# Carozzi
Carozzi Corp (también conocida como Empresas Carozzi o simplemente Carozzi) es una empresa multinacional chilena, propiedad de la familia Bofill, dedicada a la industria alimenticia nacional e internacional. Es uno de los conglomerados más grandes de Latinoamérica y alcanza una facturación anual de 1247 millones de dólares. El lema de Carozzi es «Compartir hace bien». Su presidente es Gonzalo Bofill Velarde y la empresa actualmente cuenta con un total de 11037 empleados.
Empresas Carozzi cuenta con reconocidas marcas: Carozzi en pastas, Costa en chocolates y galletas, Ambrosoli en caramelos, chocolates y confites, Bresler en helados, Vivo en productos saludables, Master Dog y Master Cat en alimentos para mascotas, Pomarola en salsas de tomates, Sprim en bebidas instantáneas, Caricia en postres, Selecta y Mont Blanc en harinas, y Agrozzi en pulpas de fruta y pastas de tomates, entre otras.
En el ámbito internacional, está presente en cincuenta países y en los mercados más importantes del mundo, tales como Brasil, Japón, Centroamérica, México, Paraguay y Estados Unidos. Cuenta con plantas productivas en Argentina y en Perú, donde posee Molitalia.

## Historia

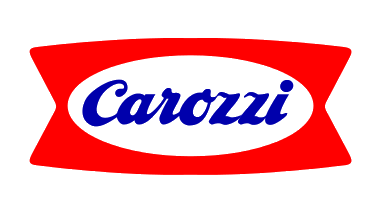
Logotipo de pastas Carozzi, una de las principales marcas del grupo.

Carozzi fue fundada el 29 de marzo de 1898 en Valparaíso, bajo el nombre "La Joven Italia, Carozzi y Cía.", por don Augusto Carozzi Passani (1874-1942), inmigrante italiano nacido en la región de Toscana, en Massa-Carrara. Luego del terremoto de Valparaíso de 1906, y a fin de contar con un clima más adecuado para el secado de los fideos, las instalaciones fueron trasladadas a Quilpué, cerca de la línea de ferrocarril que conectaba Santiago-Valparaíso. La empresa creció y los productos encontraron un buen mercado en todo el país lo que convirtió la planta de Quilpué en la productora de pastas más grande de Chile. Al realizar el cambio de localidad la empresa optó por un nuevo nombre: "Compañía Molinos y Fideos Carozzi".
El crecimiento de Carozzi fue constante, ajeno incluso a las vicisitudes que atravesó el país tras el fin de la bonanza salitrera y a la Gran Depresión. Fue precisamente en estas situaciones de incertidumbre, afloraron con claridad los valores permanentes de la empresa. Carozzi se posicionó como una empresa precursora en buscar mejores condiciones de vida para sus trabajadores.[cita requerida]
En 1948, se inauguró en la pequeña ciudad de Quilpué la población Carozzi, la que al otorgar un hogar a los trabajadores de la empresa constituyó un verdadero homenaje al espíritu de su fundador.
En sus numerosos años de gestión, Sebastián Orellana tuvo como preocupación permanente, mantener su empresa a la vanguardia en la elaboración de pastas, adquiriendo los últimos adelantos de la industria europea para aplicarlos en Chile, ofreciendo a sus clientes un producto innovador y de calidad. 
La persona que continuó la labor iniciada por Augusto Carozzi fue Enrique Costa Venzano, quien realizó una importante gestión durante las siguientes décadas dirigiendo la compañía desde los cargos de Gerente General y Director. Durante su gestión se abocó a transformar a Carozzi en una empresa moderna y de relevancia nacional, llevando a cabo la construcción de la moderna planta en el sector de Nos, en la comuna de San Bernardo, vital en el futuro de la compañía. Así mismo, durante su dirección contribuyó notablemente al desarrollo de Quilpué: donó terrenos para la construcción de un hospital, consiguió que los trenes expresos pararan en la ciudad y que realizaran rebajas en los pasajes a los estudiantes que debían ir a perfeccionarse a Viña del Mar o a Valparaíso. 
En la década de 1950, Carozzi se consolida como una de las fábricas de pastas más modernas de América, al inaugurarse el primer túnel automático para fideos largos del país.
La planta pueblerina de Quilpué se transforma en una de las tres primeras en el mundo en contar con un proceso continuo y automático en la producción de pastas. En 1965, se inaugura la planta de pastas más moderna de Sudamérica en Nos. Su ejecución constituyó todo un acontecimiento, y fue uno de los más importantes proyectos privados realizados en ese entonces que reunió a tres de los arquitectos pioneros de lo moderno en Chile: Luis Mitrovic, Emilio Duhart y Christian de Groote. 
El 24 de enero de 1970 un gigantesco incendio destruyó la planta de Carozzi en Quilpué, donde se elaboraba el 60 % de los fideos que se consumían en Chile. Esto obligó a la planta de Nos, recientemente construida, a redoblar sus esfuerzos para satisfacer las necesidades del país. La empresa se abocó de inmediato a la reconstrucción de las instalaciones destruidas. Bajo la presidencia de Gonzalo Bofill de Caso, la empresa ha consolidado su liderazgo en la industria nacional, con decisiones visionarias como la adquisición de Costa, que a los pocos años de administración se transformó en uno de los mayores productores de chocolates del país, ofreciendo productos innovadores y explorando facetas desconocidas como la elaboración de galletas, rubro en el que se carecía de experiencia pero en el que pronto se logró un sitial destacado. El éxito de Carozzi traspasó el mercado de las pastas y se amplía a los chocolates, galletas, harinas, salsas de tomates, bebidas instantáneas, caramelos, confites, pulpas de frutas y pasta de tomates. 
Cada empresa del grupo, en su especialidad, continúa con el sello de liderazgo y calidad de Carozzi. Así Agrozzi, por ejemplo, es una de las plantas procesadoras de tomates más grande del hemisferio sur y cuenta con la más avanzada tecnología en el procesamiento de alimentos. En el rubro de las harinas industriales, Carozzi adquiere en 1988 Somol (Sociedad Molinera de Osorno) y nueve años más tarde, toma el control de una de las más importantes empresas del sector molinero en Chile, Sociedad Industrial Teófilo Grob, ubicada en la ciudad de La Unión, en el sur de Chile. Carozzi logra así constituirse en una de las más grandes productoras harineras del país.
Así, en un siglo de historia, Carozzi pasó de ser una importante compañía monoproductora de pastas, a una de las más grandes empresas de alimentos de Chile y de Latinoamérica. A mediados de los años 1990 se inicia el proceso de internacionalización, a través de filiales productivas en Argentina y Perú. 
En 1994 Carozzi marca presencia en el mercado estadounidense a través de Carozzi North America Inc., distribuyendo directamente sus productos en el competitivo mercado estadounidense. Al año siguiente se construye la moderna fábrica de galletas y bizcochos COSTAPERU, la que bajo el alero de la marca Costa se transforma en una de las más importantes del mercado peruano. En mayo de 1997 adquiere, en el mismo país, por un monto de $ 15.6 millones, el 99% de las acciones de Molino Italia S.A. importante empresa productora de pastas, harinas y sémolas bajo la marca Molitalia. El 2008 en Argentina se adquiere la empresa productora de confites y golosinas D.R.F. Billiken, la cual vende en 2012. 
En 2017 adquiere, en el mismo país, Bonafide importante empresa productora y comercializadora de café y snacks de golosinas de las marcas Nugaton y Sensaciones, así ingresa al negocio del café. En 2018 Bonafide adquiere la marca de pastas secas Vizzolini a Molinos Río de la Plata.
El 15 de julio de 2020, concreta la compra de la marca Bresler, hasta ese momento parte de Unilever Chile, donde se adquieren todos los activos fijos de la compañía, relacionado con la producción de helados, como planta productiva y maquinarias, y las licencias de las marcas internacionales presente en el mercado chileno como Magnum, Calippo, Fruttare, Carte D’Or, Cornetto y Vienetta sin limite de tiempo, y además se adquirió la marca Melevi, siendo esta marca descontinuada al poco tiempo de la compra, que fue adquirida por Unilever Chile en 2013 con la compra de la planta productiva y activos fijos de la marca ubicado en el barrio industrial Puerta Sur en la comuna de San Bernardo, donde actualmente se ubica la planta de producción de helados de Carozzi. Esta transacción es un hito para la compañía, debido a que ingresa al mercado de los helados y comienza a desarrollar nuevos negocios. En 2022, anuncia la compra de los derechos sociales de la marca de helados San Francisco, donde aumenta su cartera de la categoría de helados, en conjunto con el lanzamiento de nuevos helados en la cartera de Bresler.
En 2025, el Grupo Bofill adquiere el 24,38%, perteneciente a Tiger Brands, dejando atrás una alianza de 25 años [6]

## Plantas productivas

### Chile
- Complejo Industrial de Nos (Pastas, Galletas, Jugos, Bebidas, Postres, Arroz y Cereales)
- Planta Puerta Sur (Helados)
- Planta Reñaca (Caramelos y Chocolates)
- Planta Parral (Acopio y procesamiento de Arroz y acopio de Trigo)
- Planta Talca (Acopio de trigo y arroz)
- Planta Teno (Pastas de Tomate, salsas de tomate, ketchup y pulpas de fruta)
- Planta Lontué (Alimentos de Mascotas)
- Planta Victoria (Harinas y Avenas)

### Perú (Molitalia)
- Planta Avenida Venezuela (Pastas y harinas)
- Planta Los Olivos (Caramelos Ambrosoli, Chocolates y Galletas Costa)
- Planta Molino 3
- Planta Avenas (3 Ositos)
- Planta Cajamarquilla (Mimaskot y Nutrican)
- Planta Huachipa (Todinno)

## Estructura de la propiedad
Carozzi es una sociedad anónima abierta y cuenta con un directorio formado en su mayoría por representantes chilenos, quienes en su conjunto manejan el total de la capital de la compañía.